# Wimbee
Wimbee (Wimbehee).- Slabo poznato pleme Indijanaca iz grupe Cusabo, porodica Muskhogean. Tradicionalno su nastanjivali kraj uz rijeku Cossawatchie River u okruzima Hampton i Jasper u Južnoj Karolini. Danas su nestali. O njihovom broju ništa se ne zna, religiji također. Živjeli su vjerojatno kao i ostali susjedi od lova ribolova i obrade tla.
Njihovo ime spominje se tek u izvještaju o prodaji zemlje 'poglavice Wimbeeja' koja se nalazila između rijeka Combahee i Broad u Mill's Hist. S. C., 106 (1826). a bilježi Rivers u Hist. S. C. 38. (1856),

## Vanjske poveznice
- South Carolina – Indians, Native Americans – Wimbee